# Röschitz
Röschitz es una localidad del distrito de Horn, en el estado de Baja Austria, Austria, con una población estimada a principio del año 2018 de 1052 habitantes. 
Se encuentra ubicada en la zona centro-norte del estado, cerca de la frontera con República Checa y al noroeste de Viena.